# هالدين دونكان
هالدين دونكان (بالإنجليزية: Haldane Duncan)‏ هو منتج تلفزيوني ومخرج بريطاني، ولد في 25 يوليو 1940 في إدنبرة في المملكة المتحدة، وتوفي في 26 ديسمبر 2018.

## وصلات خارجية
- هالدين دونكان على موقع IMDb (الإنجليزية)
- هالدين دونكان على موقع قاعدة بيانات الفيلم (الإنجليزية)